# Дивовижна подорож кролика Едварда
«Дивовижна подорож кролика Едварда» (англ. The Miraculous Journey of Edward Tulane) — дитячий роман-казка американської письменниці Кейт ДіКамілло, написаний в 2006 році. Оповідає про пригоди іграшкового порцелянового кролика Едварда, самозакоханого і егоїстичного. Коли його власниця губить Едварда, кролик потрапляє до різних людей і зазнає пригод, які навчають його цінувати любов ближніх.
Українською казка видана в 2009 році в перекладі Володимира Панченка.

## Сюжет
Якось дівчинці Ебілін бабуся Пелеґріна дарує іграшкового кролика на ім'я Едвард Тьюлейн. Ебілін турбувалася про іграшку, як про живу істоту, навіть садила за стіл разом з родиною. Виготовлений з найтоншої порцеляни і справжнього кролячого пуху, Едвард мав цілий гардероб вишуканих костюмів і золотий годинник на ланцюжку. Він сприймав турботу про себе як належне для такого кролика і обурювався, коли щось ішло не так. Коли родина Ебілін вирушає в подорож до Лондона кораблем, дівчинка бере з собою улюблену іграшку.
Пелеґріна, наче знаючи думки Едварда, розповідає онуці казку про гордовиту принцесу, яка нікого не любила і нехтувала увагою до неї. Одного разу, заблукавши в лісі, вона натрапила на хижку відьми, котра цікавилася тільки золотом і була байдужою до змерзлої принцеси. На питання кого вона любить, принцеса відповіла — нікого, за що відьма обернула її на свиню. Королівські мисливці вполювали її та подали до столу. Ебілін незадоволена казкою, адже в ній нещасливий кінець. Бабуся лише відповідає питанням на питання «Хіба може історія скінчитися щасливо, коли в ній немає любові?».
Під час плавання двоє хлопчаків на борту корабля помічають Едварда. Вони відбирають іграшку в Ебілін, випадково кролик падає за борт і опиняється на дні. Там Едвард роздумує чому так трапилося і винить Ебілін. Він порівнює себе з принцесою з казки Пелеґріни, з якою так жорстоко вчинила відьма.
За кілька місяців іграшку виносить штормом до берега, де кролика виловлює старий рибалка Лоренс. Його дружина Неллі ремонтує іграшку, зробивши Едварду нові вуха і сшивши простий одяг. Стара називає кролика Сюзанною, той спершу гнівається, але врешті знаходить своє нинішнє життя кращим, ніж на дні моря. Вона турбується про іграшку, як про дитину. Минає якийсь час, до Лоренса з Неллі приїжджає їхня манірна донька Лоллі і викидає кролика на смітник.
На звалищі сміття Едварда відшукує волоцюга Ернст і його собака. Кролик відчуває сум за Ебілін та Неллі й задумується, що не мав до них належної любові. Також він мріє помститися Лоллі. Потім іграшку знаходить інший волоцюга, Бик, і бере з собою. Волоцюга шиє кролику новий одяг, говорить з ним про своє безцільне життя. Якось його нового хазяїна викидають з потяга і кролик знову губиться.
Його піднімає стара, котра називає Едварда Клайдом і вішає на городі як опудало. На підробіток туди приходить хлопчик Брайс, йому подобається іграшка, попри пошарпаність. Хлопчик забирає Едварда додому, де дарує свої меншій сестрі Сарі-Рут. Ця дівчинка хвора і кролик стає для неї найближчим другом, поки Брайс заробляє гроші, а батько десь вештається, байдужий до дітей. Хлопчик вигадує розвагу сестрі, зробивши з Едварда маріонетку, що танцює, коли смикати за мотузки. Кролик радий, що знайшлися люди, які цінують його, і в його життя з'явилося щось нове, крім сидіння. Але чим далі, тим Сарі-Рут все гіршає. Одного дня вона помирає, Брайс тікає з дому, де йому більше нема про кого турбуватися, і бере кролика в подорож.
Вони прибувають до міста Мемфіс, де Брайс заробляє, показуючи танці Едварда на публіку. Коли Брайс заходить до їдальні і не знаходить чим заплатити, кухар розбиває іграшку і проганяє хлопчика.
Кролик отямлюється в майстерні Люциса Кларка, котрий ремонтує старі іграшки і виставляє їх на продаж в антикварному магазині. Люцис склеює кролика, робить йому нові вуха, хвіст, шиє одяг. Говорячи ніби до живого, майстер розповідає як Брайс приніс розбиту іграшку до нього, прохаючи поремонтувати. Розуміючи, що не зможе за це заплатити, хлопчик погодився аби Едвард знову жив, хоча й не зможе повернутися. Брайс приходить подивитися на Едварда, та майстер наказує не затримуватися і попрощатися з іграшкою, яка більше не його.
Едварда ставлять на полицю біля ляльок. Ті мріють аби їх хтось купив, але самі балакливі і самозакохані. Час від часу їх дійсно хтось купує, а кролик лишається на самоті. Едвард переконує себе, що це найкраще — коли на нього ніхто не чекає і він не чекає нікого, адже не буде вкотре втрачати тих, кого любить. Згодом на полицю поряд ставлять стару столітню ляльку. Вона змушує кролика задуматися: навіщо потрібне життя, якщо ні на що не сподіватися?
Минає багато часу, одного дня до крамниці заходить жінка з донькою Меггі. Дівчинка хоче купити Едварда, а на її шиї кролик помічає свій давно загублений золотий годинник на ланцюжку. Мати дівчинки виявляється дорослою Ебілін та, впізнавши улюблену іграшку дитинства, купує Едварда.
Кролик стає тепер улюбленою іграшкою Меггі. З нею він відчуває себе вдома і вдячний за кожну мить з нею.

## Нагороди
Книга здобула низку нагород у 2006 році:
- Всеамериканська нагорода «Вибір батьків» (Parents' Choice Awards)[2]
- Нагорода видань Boston Globe–Horn Book (Boston Globe–Horn Book Awards)[3]
- Нагорода Фонду Quills (Quill Award)[4]

## Видання українською
- Ді Камілло К. Дивовижна подорож кролика Едварда. Переклад з англ. В. Панченка. К.: Махаон-Україна, 2009. 128 с.